# 法国陆军第4特种直升机团
法军第4特种直升机团（4e régiment d'hélicoptères des forces spéciales、4e RHFS）组建於1997年，2009年從ALAT獨立成團。目前隸屬法國陸軍特種部隊司令部，基地位于法国波城。

## 任务
主要任务是运输和支持所有法军在欧洲及海外的各种特种作战任务，人员编制達400人，大部分人員為飞行员及各类机师。配合第1海軍陸戰傘降團和第13傘降龍騎兵團完成作战任务，本身没有配置作戰人员。
自2009成立以来只有一次海外特种作战任务：2010年9月16日参与解救被绑架到马里共和国的Areva和Vinci，他們是尼日尔共和国的法方工作人员.（信息来源未证实）

## 组织
在2016年，直升機團內細分為6个特种任务中队：
- 第1中队：配备10架AS532美洲獅直升機和2架SA330美洲獅直升機
- 第2中队：配备12架不同型号小羚羊直升機
- 第3中队：配備10架歐直EC725獰貓直升機
- 第4中队：配备5架SA330美洲獅直升機
- 第5中队：配备2架SA330美洲獅直升機
- 第6中队：配備6架虎式直升機